# Бої за Сєвєродонецьк (2022)
Бої за Сєвєродонецьк — бойові дії між українськими та російськими військами за контроль над містом Сєвєродонецьк, що тривали з 28 лютого до 24 червня 2022 року в ході вторгнення Росії до України в межах наступу на Схід України. Сєвєродонецьк є тимчасовим адміністративним центром Луганської області.
26 травня 2022 року ворог дістався міста, почалися вуличні бої. 24 червня 2022 року українські підрозділи організовано залишили частину промзони Сєвєродонецька.

## Перебіг боїв

### Лютий

#### 28 лютого
Близько 15:00 28 лютого російські війська почали обстріл Сєвєродонецька. За словами голови Луганської ОВА Сергія Гайдая, одна людина загинула, кілька отримали поранення. Під час обстрілів було пошкоджено газопроводи.

### Березень
2 березня майже в усіх селах поблизу Сєвєродонецька відбулися бої. Російські війська продовжували обстрілювати місто, зокрема шкільний спортзал, який виконував роль бомбосховища. Офіційної інформації про загиблих не надходило. О 15:20 того дня українські офіційні особи заявили, що російські війська намагалися увійти в місто, але були відбиті.
Внаслідок бойових дій був вимушений евакуюватись на Хмельниччину розташований у місті Східноукраїнський університет ім. Даля. Під артилерійські обстріли потрапили й будівлі університету: на початку квітня внаслідок влучення снаряда російських окупантів було пошкоджено один із корпусів. В лабораторному корпусі знищено лекційну аудиторію. У ще одному місці снаряд проламав одразу три поверхи.
11 березня у Кремінній Луганської області російські військові розстріляли упритул з танка будинок для літніх людей, у результаті чого загинули 56 осіб, ще 15 людей окупанти викрали.

### Квітень
Вдень 6 квітня російська армія завдала артилерійського удару по старим районам міста. Полум'я охопило 10 багатоповерхівок.
9 квітня росіяни знову обстріляли місто, загорівся багатоповерховий житловий будинок.
10 квітня тривали обстріли міста російськими загарбниками, серйозних руйнувань зазнали два житлові будинки, а також приватна клініка. Соціальна та критична інфраструктура Сєвєродонецька вже майже знищена.
11 квітня один із центрів надання гуманітарної допомоги, створених у Сєвєродонецьку силами волонтерів, зазнав масованого обстрілу. Одразу вісім снарядів потрапили у приміщення колишнього ДСК, де був облаштований центр, та зруйнували стіни. Сталося значне загоряння складу. На щастя, минулось без жертв.
Центр годував до 300 людей щодня та забезпечував їжею і засобами гігієни прикутих до ліжка хворих людей. Громадські активісти щодня формували набори для маломобільного населення й на автомобілі або, навіть, на велосипедах чи пішки доправляли їх адресно.

#### 18 квітня
Російські загарбники взяли під контроль місто Кремінна на Луганщині, бої тривають. Евакуація з міста Кремінна вже неможлива. Але з Сєвєродонецька, Лисичанська, Попасної, Гірського та Рубіжного людей вивозять.

### Травень
З 5 по 13 травня російськими військами робилися неодноразові, невдалі спроби форсування річки Сіверський Донець з великими втратами особового складу та військової техніки. Різні джерела повідомляють від 400 до 1000 чоловік.

#### 15 травня

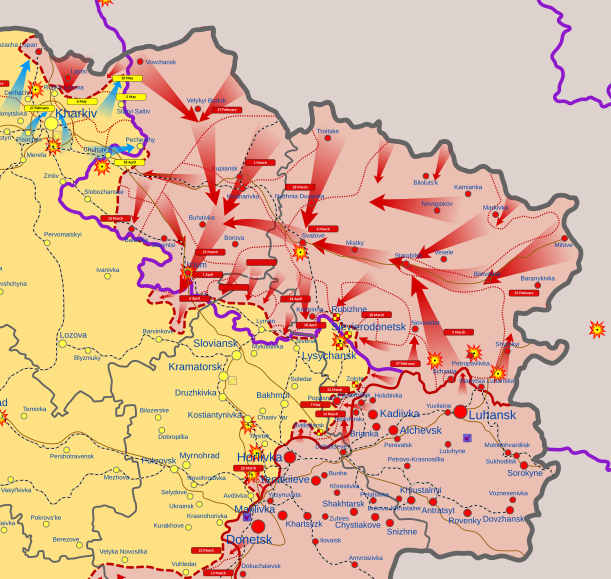
Лінія фронту станом на 13 травня, річку Сіверський Донець виділено темно блакитним кольором

Станом на середину травня для Росії ключовою задачею є оточення українських сил, що тримають оборону в районах Сєвєродонецька-Лисичанська-Рубіжного. Під це завдання росіяни концентрують більшість сил та засобів.
В район Попасної рашисти за останні дні привезли до 2500 одиниць військової техніки. Звідси ЗС РФ прагнуть вийти на трасу Т 1302 Бахмут-Сєвєродонецьк і таким чином почати оточувати українські сили. Росіяни намагаються рухатися до цілі через село Комишуваха.
Бої ідуть у селах-сателітах Сєвєродонецька — Щедрищеве на півночі та Воронове на півдні.
Воїни Сил спеціальних операцій Збройних сил України у взаємодії з іншими підрозділами Сил оборони України вдало провели операцію з підриву захоплених росіянами залізничних мостів між містами Рубіжне і Сєвєродонецьк.

#### 19 травня
У другій половині травня ситуація погіршилась, адже ворог зосередив всі сили для того, щоб або взяти Сєвєродонецьк, або перерізати трасу Т 1302. Спроби поширились з району Попасної або Білогорівки ближче до Бахмута.
У Сєвєродонецьку російська армія розстрілює всю інфраструктуру міста, водогони, електромережі. У міській лікарні ще залишаються лікарі, також є необхідні ліки. Зберігається можливість підвозити гуманітарні вантажі та воду.
Внаслідок обстрілів житлових будинків протягом дня загинуло щонайменше 12 людей, 40 було поранено.

#### 20 травня
Зранку російські загарбники з артилерії поцілили в Сєвєродонецьку школу, де в укритті знаходилися люди. Понад 200 осіб, багато дітей. Троє дорослих загинули на місці.
20 травня у російській пропаганді була продемонстрована робота 2С4 «Тюльпан» з міста Рубіжне. Тоді окупанти повідомили, що 240-мм міномет бив по мосту, що сполучає Сєверодонецьк із Лисичанськом. Наступного дня, 21 травня 2022 року українським військовим вдалося знищити цей 2С4 «Тюльпан» у Рубіжному. Цей міномет зруйнував Павлоградський міст та обстрілював Сєвєродонецьк.
Знищення росіянами моста ускладнить сполучення між Сєвєродонецьком і Лисичанськом, але не зупинить евакуацію людей і доправлення гуманітарних вантажів.

#### 22 травня
22 травня британська розвідка повідомила, що росіяни перекинули до Сєвєродонецька 10 БМП-Т «Термінатор».

#### 24 травня
Вранці росіяни знов відкрили вогонь по території об'єднання «Азот», де облаштовані декілька бомбосховищ. Як наслідок, загинули чотири людини. Ще одного жителя було тяжко поранено в центральній частині міста, поранення виявилось несумісним із життям.
Протягом дня росіянам вдалось розвинути наступ з району Попасної, автошлях Т 1302 опинився під ворожими обстрілами, тут стали працювати російські диверсійно-розвідувальні групи.
Загалом за 24 травня шестеро загиблих та вісім поранених.

#### 26 травня
За інформацією голови Луганської ОВА Сергія Гайдая російські війська почали бій на околицях Сєвєродонецька. Також за його словами кількість російських військових сил більше в рази, а ЗСУ тримають лінію оборони в районі Золотого та Катеринівки.
До готелю «Мир» на околиці міста проникла ворожа диверсійно-розвідувальна група. Українські військові працюють над тим, аби вибити звідти загарбників.
Слід зазначити, що на той час ані місто, ані Сєвєродонецько-Лисичанська агломерація оточені не були.
.

#### 27 травня
Тривали жорстокі бої за місто. На 2/3 периметра перебували ворожі військові, але місто оточене не було. Внаслідок численних обстрілів було пошкоджено близько 90 % житлових будинків, більшість з них потребували або капітальної перебудови, або ж повної відбудови.
Постраждала й інфраструктура міста — водогони, газові колектори.

#### 28 травня
За словами голови Луганської ОВА Сергія Гайдая, силам ЗСУ вдалося відтіснити росіян від Сєвєродонецька, Тошківки та Осколоновки. Також сили ЗС РФ щонайменше тричі обстріляли Сєвєродонецьк. Внаслідок цього був пошкоджений міст через річку Сіверський Донець між Лисичанськом та близько чотирнадцяти цивільних багатоповерхівок у місті. За словами Гайдая росіяни понесли тяжкі втрати у бою. Було знищено 5 танків, 10 одиниць військової техніки та один БПЛА «Орлан-10».
«У росіян значні втрати і вони змушені були відступити в районі Сєвєродонецька, Тошківки та Осколонівки. Втім, не залишають спроб вийти в тил наших військ та порушити логістичне забезпечення Луганщини» 

#### 29 травня
На ранок 29 травня окупанти залишалися в готелі «Мир». ЗСУ відкинули російські війська на пару кілометрів в напрямку Комишуваха — Попасна та вибили з Тошківки.

#### 30 травня
В місті тривали запеклі вуличні бої. Українським військовим 81-ї окремої аеромобільної бригади вдалось розбити ворожу штурмову групу та полонити двох бойовиків (громадянина Росії та зрадника з України).
Неподалік міста броньований автомобіль їхав забирати 10 людей з області і потрапив під ворожий обстріл. Осколки снарядів пробили броню машини, смертельне поранення в шию отримав акредитований французький журналіст Леклерк Імхофф, який робив матеріал про евакуацію, патрульного поліцейського врятувала каска.

#### 31 травня

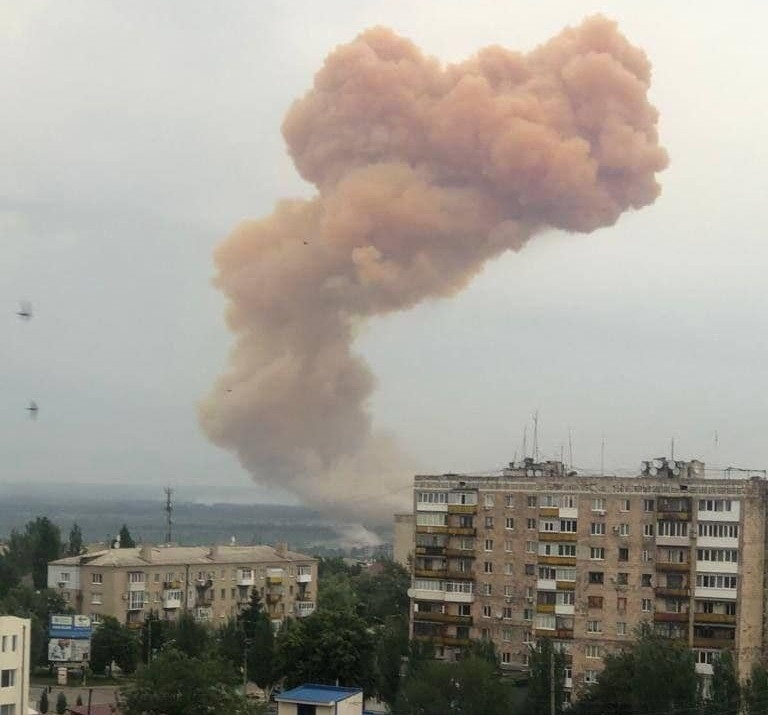
Наслідки удару по заводу «Азот».

На цей час у місті лишалося близько 12-13 тисяч мешканців з майже 100 000 до початку активних бойових дій.
Росіянам вдалося втримати позиції на околицях міста й дещо просунутися вглиб. Тривали запеклі вуличні бої. Трасу Т 1302 та інші шляхи на Бахмут нападники не контролювали, але щільно обстрілювали.
Протягом дня росіянам вдалось захопити майже половину міста, бої точились у центральній частині. Через щільні обстріли вже близько тижня в місто не можуть доставити гуманітарну допомогу цивільним мешканцям, через обстріли евакуація не відбуваються вже кілька днів. Бойові дії ідуть майже цілодобово.
Також війська агресора завдали повітряного удару по хімічному підприємству «Азот» і знищили у ньому цистерну з азотною кислотою. Внаслідок цього авіаудару утворилась хмара випарів кислоти рожевого кольору.

### Червень

#### 1 червня
Загарбникам вдалося просунутись далі, під ворожим контролем перебувало до 70 % міста. Українські військові відійшли на заздалегідь підготовлені позиції.
На думку «Інституту вивчення війни» відмова українського командування утримувати Сєвєродонецьк за будь-яку ціну дала можливість заощадити ресурси для більш ефективного застосування на інших напрямках, наприклад, у Херсонській області, де російське командування навпаки, послабило оборону заради зосередження всіх ресурсів на захоплення Сіверськодонецька.
За інформацією голови Луганської ОВА Сергія Гайдая окуповано 80 % міста, але українські війська проводять контратаки та взяли в полон 6 окупантів.

#### 2 червня
Збройні сили України утримують промзону Сєвєродонецька, російські війська обстріляли «Азот», влучили в один з адміністративних корпусів підприємства і склад, де зберігався метанол.

#### 3 червня
З 3 червня у місті українським військовим почав допомагати Іноземний легіон.

#### 4 червня
Олександр Стрюк, керівник ВЦА Сєвєродонецька, розповів, що вживаються усі заходи для повернення міста під повний контроль України.
Станом на 4 червня загинули четверо військових з Іноземного легіону.

#### 11 червня
11 червня 2022 року російські окупанти вкотре обстріляли територію транспортного цеху хімкомбінату «Азот», де сталося займання паливо-мастильних матеріалів. Постраждало і приміщення ТОВ «НВО „Сєверодонецький Склопластик“»

#### 12 червня
Вночі на 12 червня окупаційними силами Росії зруйновано вже другий автомобільний міст, «Пролетарський», який сполучав Сєверодонецьк та Лисичанськ (проходить повз селище Синецький). Російські війська кинули всі сили на оточення Сєвєродонецька, тривали запеклі бої за контроль траси з Лисичанська на Бахмут.

#### 13 червня
Голова Луганської обласної військової адміністрації Сергій Гайдай повідомив, що окупанти зруйнували всі мости до міста. Евакуація та підвезення гумвантажів неможливі. Однак військові досі зберігають сполучення з містом та мають можливість евакуації поранених.
На цей час у бомбосховищах сєвєродонецького об'єднання «Азот» залишаються 540—560 цивільних осіб, росіяни постійно обстрілюють цей об'єкт.

#### 14 червня
14 червня ситуація в місті лишалася загостреною, було влучання російських ракет у заводи «Азот» і «Склопластик». Станом на цей день росіяни зруйнували всі мости і доїхати стало неможливо, хоча сполучення з містом збереглось.

#### 18 червня
В середині червня 2022 року біля села Врубівка поблизу Сєвєродонецька були помічені кілька російських танків Т-62М. Імовірно, російські загарбники під Сєвєродонецьком спробують відтворити «сирійську» тактику використання «штурмових танків» проти піхоти в умовах вуличного бою.

#### 20 червня
20 червня Гайдай повідомив, що Метьолкіне окуповано.

#### 24 червня
Вночі з 23 на 24 червня 2022 року українські підрозділи організовано залишили частину промзони Сєверодонецька. Вони відходять на підготовлені та більш захищені позиції.
За словами голови Луганської ОВА Сергія Гайдая рашисти майже зруйнували місто, критична інфраструктура знищена вся, пошкоджено 90 % міста, 80 % житлових будинків доведеться зносити — відновленню вони не підлягають.

#### 25 червня
Сєвєродонецьк захоплено росіянами. Українські війська здійснили відхід з міста, і переправились через ріку.